# Troisième district congressionnel de l'Oregon
Le 3e district congressionnel de l'Oregon couvre la majeure partie du Comté de Multnomah, y compris Gresham, Troutdale et la majeure partie de Portland à l'est de la Willamette River (des parties du nord-ouest et du sud-ouest de Portland se trouvent dans les 1er et 5e districts). Il comprend également la partie nord-est du Comté de Clackamas et tout le Comté de Hood River.
Le district est représenté par la Démocrate Maxine Dexter depuis l'élection de 2024. Avec un indice CPVI de D+22, c'est le district le plus Démocrate de l'Oregon et le troisième district le plus Démocrate du nord-ouest du Pacifique.

## Historique de vote
| Année | Poste     | Résultats               |
| ----- | --------- | ----------------------- |
| 2004  | Président | Kerry 67,0 % - 33,0 %   |
| 2008  | Président | Obama 71,0 % - 25,0 %   |
| 2012  | Président | Obama 72,0 % - 25,0 %   |
| 2016  | Président | Clinton 71,0 % - 23,0 % |
| 2020  | Président | Biden 74,0 % - 23,0 %   |

## Liste des Représentants du district
| Membre                          | Parti       | Années                            | Congrès        | Histoire électorale |
| ------------------------------- | ----------- | --------------------------------- | -------------- | --- |
| District établit le 4 mars 1913 |             |                                   |                | |
| Walter Lafferty (en)            | Républicain | 4 mars 1913 - 3 mars 1915         | 63e            | Redécoupage depuis le 2e district et réélu en 1912. Perd sa renomination. |
| Clifton N. McArthur (en)        | Républicain | 4 mars 1915 - 3 mars 1923         | 64e - 67e      | Élu en 1914. Réélu en 1916. Réélu en 1918. Réélu en 1920. Perd sa réélection. |
| Elton Watkins (en)              | Démocrate   | 4 mars 1923 - 3 mars 1925         | 68e            | Élu en 1922. Perd sa réélection. |
| Maurice E. Crumpacker (en)      | Républicain | 4 mars 1925 - 24 juillet 1927     | 69e , 70e      | Élu en 1924. Réélu en 1926. Décès. |
| Vacant                          | Vacant      | 24 juillet 1927 - 18 octobre 1927 | 70e            | |
| Franklin F. Korell (en)         | Républicain | 18 octobre 1927 - 3 mars 1931     | 70e , 71e      | Élu pour terminer le mandat de Crumpacker. Réélu en 1928. Perd sa réélection. |
| Charles H. Martin               | Démocrate   | 4 mars 1931 - 3 janvier 1935      | 72e , 73e      | Élu en 1930. Réélu en 1932. Retrait pour se présenter comme Gouverneur. |
| William A. Ekwall (en)          | Républicain | 3 janvier 1935 - 3 janvier 1937   | 74e            | Élu en 1934. Perd sa réélection. |
| Nan Wood Honeyman (en)          | Démocrate   | 3 janvier 1937 - 3 janvier 1939   | 75e            | Élu en 1936. Perd sa réélection. |
| Homer D. Angell (en)            | Républicain | 3 janvier 1939 - 3 janvier 1955   | 76e - 83e      | Élu en 1938. Réélu en 1940. Réélu en 1942. Réélu en 1944. Réélu en 1946. Réélu en 1948. Réélu en 1950. Réélu en 1952. Perd sa renomination. |
| Edith Green (en)                | Démocrate   | 3 janvier 1955 - 31 décembre 1974 | 84e - 93e      | Élu en 1954. Réélu en 1956. Réélu en 1958. Réélu en 1960. Réélu en 1962. Réélu en 1964. Réélu en 1966. Réélu en 1968. Réélu en 1970. Réélu en 1972. Retrait et démissionne. |
| Vacant                          | Vacant      | 31 décembre 1974 - 3 janvier 1975 | 94e            | |
| Robert B. Duncan                | Démocrate   | 3 janvier 1975 - 3 janvier 1981   | 94e - 96e      | Élu en 1974. Réélu en 1976. Réélu en 1978. Perd sa renomination. |
| Ron Wyden                       | Démocrate   | 3 janvier 1981 - 5 février 1996   | 97e - 104e     | Élu en 1980. Réélu en 1982. Réélu en 1984. Réélu en 1986. Réélu en 1988. Réélu en 1990. Réélu en 1992. Réélu en 1994. Démissionne lorsqu'élu Sénateur des États-Unis. |
| Vacant                          | Vacant      | 5 février 1996 - 21 mai 1996      | 104e           | |
| Earl Blumenauer                 | Démocrate   | 21 mai 1996 - 3 janvier 2025      | 104e - 118e    | Élu pour terminer le mandat de Wyden. Réélu en 1996. Réélu en 1998. Réélu en 2000. Réélu en 2002. Réélu en 2004. Réélu en 2006. Réélu en 2008. Réélu en 2010. Réélu en 2012. Réélu en 2014. Réélu en 2016. Réélu en 2018. Réélu en 2020. Réélu en 2022. Retrait à la fin de son mandat. |
| Maxine Dexter                   | Démocrate   | 3 janvier 2025 - Présent          | 119e - Présent | Élue en 2024. |

## Résultats des récentes élections
Voici les résultats des dix précédents cycles électoraux dans le district.

### 2004
| Élection de 2004 du 3e district congressionnel de l'Oregon | Élection de 2004 du 3e district congressionnel de l'Oregon | Élection de 2004 du 3e district congressionnel de l'Oregon | Élection de 2004 du 3e district congressionnel de l'Oregon | Élection de 2004 du 3e district congressionnel de l'Oregon |
| ---------------------------------------------------------- | ---------------------------------------------------------- | ---------------------------------------------------------- | ---------------------------------------------------------- | ---------------------------------------------------------- |
| Parti                                                      | Parti                                                      | Candidat                                                   | Votes                                                      | %                                                          |
|                                                            | Démocrate                                                  | Earl Blumenauer (sortant)                                  | 245 559                                                    | 70,86                                                      |
|                                                            | Républicain                                                | Tammi Mars                                                 | 82 045                                                     | 23,67                                                      |
|                                                            | Socialiste                                                 | Walter Brown                                               | 10 678                                                     | 3,08                                                       |
|                                                            | Constitution                                               | Dale Winegarden                                            | 7119                                                       | 2,05                                                       |
|                                                            | Autres                                                     | Autres                                                     | 1159                                                       | 0,33                                                       |
| Total des votes                                            | Total des votes                                            | Total des votes                                            | 346 560                                                    | 100%                                                       |
|                                                            | Les Démocrates conservent                                  |                                                            |                                                            |                                                            |

### 2006
| Élection de 2006 du 3e district congressionnel de l'Oregon | Élection de 2006 du 3e district congressionnel de l'Oregon | Élection de 2006 du 3e district congressionnel de l'Oregon | Élection de 2006 du 3e district congressionnel de l'Oregon | Élection de 2006 du 3e district congressionnel de l'Oregon |
| ---------------------------------------------------------- | ---------------------------------------------------------- | ---------------------------------------------------------- | ---------------------------------------------------------- | ---------------------------------------------------------- |
| Parti                                                      | Parti                                                      | Candidat                                                   | Votes                                                      | %                                                          |
|                                                            | Démocrate                                                  | Earl Blumenauer (sortant)                                  | 186 380                                                    | 73,49                                                      |
|                                                            | Républicain                                                | Bruce Broussard                                            | 59 529                                                     | 23,47                                                      |
|                                                            | Constitution                                               | David Brownlow                                             | 7003                                                       | 2,76                                                       |
|                                                            | Autres                                                     | Autres                                                     | 698                                                        | 0,28                                                       |
| Total des votes                                            | Total des votes                                            | Total des votes                                            | 253 610                                                    | 100%                                                       |
|                                                            | Les Démocrates conservent                                  |                                                            |                                                            |                                                            |

### 2008
| Élection de 2008 du 3e district congressionnel de l'Oregon | Élection de 2008 du 3e district congressionnel de l'Oregon | Élection de 2008 du 3e district congressionnel de l'Oregon | Élection de 2008 du 3e district congressionnel de l'Oregon | Élection de 2008 du 3e district congressionnel de l'Oregon |
| ---------------------------------------------------------- | ---------------------------------------------------------- | ---------------------------------------------------------- | ---------------------------------------------------------- | ---------------------------------------------------------- |
| Parti                                                      | Parti                                                      | Candidat                                                   | Votes                                                      | %                                                          |
|                                                            | Démocrate                                                  | Earl Blumenauer (sortant)                                  | 254 235                                                    | 74,54                                                      |
|                                                            | Républicain                                                | Delia Lopez                                                | 71 063                                                     | 20,84                                                      |
|                                                            | Pacific Green (en)                                         | Michael Meo                                                | 15 063                                                     | 4,42                                                       |
|                                                            | Autres                                                     | Autres                                                     | 701                                                        | 0,21                                                       |
| Total des votes                                            | Total des votes                                            | Total des votes                                            | 341 062                                                    | 100%                                                       |
|                                                            | Les Démocrates conservent                                  |                                                            |                                                            |                                                            |

### 2010
| Élection de 2010 du 3e district congressionnel de l'Oregon | Élection de 2010 du 3e district congressionnel de l'Oregon | Élection de 2010 du 3e district congressionnel de l'Oregon | Élection de 2010 du 3e district congressionnel de l'Oregon | Élection de 2010 du 3e district congressionnel de l'Oregon |
| ---------------------------------------------------------- | ---------------------------------------------------------- | ---------------------------------------------------------- | ---------------------------------------------------------- | ---------------------------------------------------------- |
| Parti                                                      | Parti                                                      | Candidat                                                   | Votes                                                      | %                                                          |
|                                                            | Démocrate                                                  | Earl Blumenauer (sortant)                                  | 193 104                                                    | 70,02                                                      |
|                                                            | Républicain                                                | Delia Lopez                                                | 67 714                                                     | 24,55                                                      |
|                                                            | Libertarien                                                | Jeff Lawrence                                              | 8380                                                       | 3,04                                                       |
|                                                            | Pacific Green (en)                                         | Michael Meo                                                | 6197                                                       | 2,25                                                       |
|                                                            | Autres                                                     | Autres                                                     | 407                                                        | 0,15                                                       |
| Total des votes                                            | Total des votes                                            | Total des votes                                            | 275 395                                                    | 100%                                                       |
|                                                            | Les Démocrates conservent                                  |                                                            |                                                            |                                                            |

### 2012
| Élection de 2012 du 3e district congressionnel de l'Oregon | Élection de 2012 du 3e district congressionnel de l'Oregon | Élection de 2012 du 3e district congressionnel de l'Oregon | Élection de 2012 du 3e district congressionnel de l'Oregon | Élection de 2012 du 3e district congressionnel de l'Oregon |
| ---------------------------------------------------------- | ---------------------------------------------------------- | ---------------------------------------------------------- | ---------------------------------------------------------- | ---------------------------------------------------------- |
| Parti                                                      | Parti                                                      | Candidat                                                   | Votes                                                      | %                                                          |
|                                                            | Démocrate                                                  | Earl Blumenauer (sortant)                                  | 264 979                                                    | 74,48                                                      |
|                                                            | Républicain                                                | Ronald Green                                               | 70 325                                                     | 19,74                                                      |
|                                                            | Libertarien                                                | Michael Cline                                              | 6640                                                       | 1,87                                                       |
|                                                            | Pacific Green (en)                                         | Woodrow Broadnax                                           | 13 159                                                     | 3,70                                                       |
|                                                            | Write-In                                                   | Write-In                                                   | 772                                                        | 0,22                                                       |
| Total des votes                                            | Total des votes                                            | Total des votes                                            | 355 875                                                    | 100%                                                       |
|                                                            | Les Démocrates conservent                                  |                                                            |                                                            |                                                            |

### 2014
| Élection de 2014 du 3e district congressionnel de l'Oregon | Élection de 2014 du 3e district congressionnel de l'Oregon | Élection de 2014 du 3e district congressionnel de l'Oregon | Élection de 2014 du 3e district congressionnel de l'Oregon | Élection de 2014 du 3e district congressionnel de l'Oregon |
| ---------------------------------------------------------- | ---------------------------------------------------------- | ---------------------------------------------------------- | ---------------------------------------------------------- | ---------------------------------------------------------- |
| Parti                                                      | Parti                                                      | Candidat                                                   | Votes                                                      | %                                                          |
|                                                            | Démocrate                                                  | Earl Blumenauer (sortant)                                  | 211 748                                                    | 73,33                                                      |
|                                                            | Républicain                                                | James Buchal                                               | 57 424                                                     | 19,89                                                      |
|                                                            | Pacific Green (en)                                         | Michael Meo                                                | 12 106                                                     | 4,19                                                       |
|                                                            | Libertarien                                                | Jeffrey Langan                                             | 6381                                                       | 2,21                                                       |
|                                                            | Autres                                                     | Autres                                                     | 1089                                                       | 0,38                                                       |
| Total des votes                                            | Total des votes                                            | Total des votes                                            | 288 748                                                    | 100%                                                       |
|                                                            | Les Démocrates conservent                                  |                                                            |                                                            |                                                            |

### 2016
| Élection de 2016 du 3e district congressionnel de l'Oregon | Élection de 2016 du 3e district congressionnel de l'Oregon | Élection de 2016 du 3e district congressionnel de l'Oregon | Élection de 2016 du 3e district congressionnel de l'Oregon | Élection de 2016 du 3e district congressionnel de l'Oregon |
| ---------------------------------------------------------- | ---------------------------------------------------------- | ---------------------------------------------------------- | ---------------------------------------------------------- | ---------------------------------------------------------- |
| Parti                                                      | Parti                                                      | Candidat                                                   | Votes                                                      | %                                                          |
|                                                            | Démocrate                                                  | Earl Blumenauer (sortant)                                  | 274 687                                                    | 71,8                                                       |
|                                                            | Indépendant                                                | David Walker                                               | 78 154                                                     | 20,44                                                      |
|                                                            | Progressive Oregon (en)                                    | David Delk                                                 | 27 978                                                     | 7,32                                                       |
|                                                            | Autres                                                     | Autres                                                     | 1536                                                       | 0,40                                                       |
| Total des votes                                            | Total des votes                                            | Total des votes                                            | 382 355                                                    | 100%                                                       |
|                                                            | Les Démocrates conservent                                  |                                                            |                                                            |                                                            |

### 2018
| Élection de 2018 du 3e district congressionnel de l'Oregon | Élection de 2018 du 3e district congressionnel de l'Oregon | Élection de 2018 du 3e district congressionnel de l'Oregon | Élection de 2018 du 3e district congressionnel de l'Oregon | Élection de 2018 du 3e district congressionnel de l'Oregon |
| ---------------------------------------------------------- | ---------------------------------------------------------- | ---------------------------------------------------------- | ---------------------------------------------------------- | ---------------------------------------------------------- |
| Parti                                                      | Parti                                                      | Candidat                                                   | Votes                                                      | %                                                          |
|                                                            | Démocrate                                                  | Earl Blumenauer (sortant)                                  | 279 019                                                    | 72,6                                                       |
|                                                            | Républicain                                                | Tom Harrison                                               | 76 187                                                     | 19,8                                                       |
|                                                            | Indépendant                                                | Marc Koller                                                | 21 352                                                     | 5,6                                                        |
|                                                            | Libertarien                                                | Gary Dye                                                   | 5767                                                       | 1,5                                                        |
|                                                            | Constitution                                               | Michael P. Marsh                                           | 1487                                                       | 0,4                                                        |
|                                                            | Autres                                                     | Autres                                                     | 514                                                        | 0,1                                                        |
| Total des votes                                            | Total des votes                                            | Total des votes                                            | 384 326                                                    | 100%                                                       |
|                                                            | Les Démocrates conservent                                  |                                                            |                                                            |                                                            |

### 2020
| Élection de 2020 du 3e district congressionnel de l'Oregon | Élection de 2020 du 3e district congressionnel de l'Oregon | Élection de 2020 du 3e district congressionnel de l'Oregon | Élection de 2020 du 3e district congressionnel de l'Oregon | Élection de 2020 du 3e district congressionnel de l'Oregon |
| ---------------------------------------------------------- | ---------------------------------------------------------- | ---------------------------------------------------------- | ---------------------------------------------------------- | ---------------------------------------------------------- |
| Parti                                                      | Parti                                                      | Candidat                                                   | Votes                                                      | %                                                          |
|                                                            | Démocrate                                                  | Earl Blumenauer (sortant)                                  | 343 574                                                    | 73,0                                                       |
|                                                            | Républicain                                                | Joanna Harbour                                             | 110 570                                                    | 23,5                                                       |
|                                                            | Pacific Green (en)                                         | Alex DiBlasi                                               | 8872                                                       | 1,9                                                        |
|                                                            | Libertarien                                                | Josh Solomon                                               | 6869                                                       | 1,5                                                        |
|                                                            | Autres                                                     | Autres                                                     | 621                                                        | 0,1                                                        |
| Total des votes                                            | Total des votes                                            | Total des votes                                            | 470 506                                                    | 100%                                                       |
|                                                            | Les Démocrates conservent                                  |                                                            |                                                            |                                                            |

### 2022
| Primaire Républicaine de 2022 du 3e district congressionnel de l'Oregon | Primaire Républicaine de 2022 du 3e district congressionnel de l'Oregon | Primaire Républicaine de 2022 du 3e district congressionnel de l'Oregon | Primaire Républicaine de 2022 du 3e district congressionnel de l'Oregon | Primaire Républicaine de 2022 du 3e district congressionnel de l'Oregon |
| ----------------------------------------------------------------------- | ----------------------------------------------------------------------- | ----------------------------------------------------------------------- | ----------------------------------------------------------------------- | ----------------------------------------------------------------------- |
| Parti                                                                   | Parti                                                                   | Candidat                                                                | Votes                                                                   | %                                                                       |
|                                                                         | Républicain                                                             | Joanna Harbour                                                          | 18 031                                                                  | 97,7                                                                    |
|                                                                         | Write-In                                                                | Write-In                                                                | 429                                                                     | 2,3                                                                     |

| Primaire Démocrate de 2022 du 3e district congressionnel de l'Oregon | Primaire Démocrate de 2022 du 3e district congressionnel de l'Oregon | Primaire Démocrate de 2022 du 3e district congressionnel de l'Oregon | Primaire Démocrate de 2022 du 3e district congressionnel de l'Oregon | Primaire Démocrate de 2022 du 3e district congressionnel de l'Oregon |
| -------------------------------------------------------------------- | -------------------------------------------------------------------- | -------------------------------------------------------------------- | -------------------------------------------------------------------- | -------------------------------------------------------------------- |
| Parti                                                                | Parti                                                                | Candidat                                                             | Votes                                                                | %                                                                    |
|                                                                      | Démocrate                                                            | Earl Blumenauer (sortant)                                            | 96 386                                                               | 94,3                                                                 |
|                                                                      | Démocrate                                                            | Jonathan Polhemus                                                    | 5392                                                                 | 5,3                                                                  |
|                                                                      | Write-In                                                             | Write-In                                                             | 428                                                                  | 0,4                                                                  |

| Élection de 2022 du 3e district congressionnel de l'Oregon | Élection de 2022 du 3e district congressionnel de l'Oregon | Élection de 2022 du 3e district congressionnel de l'Oregon | Élection de 2022 du 3e district congressionnel de l'Oregon | Élection de 2022 du 3e district congressionnel de l'Oregon |
| ---------------------------------------------------------- | ---------------------------------------------------------- | ---------------------------------------------------------- | ---------------------------------------------------------- | ---------------------------------------------------------- |
| Parti                                                      | Parti                                                      | Candidat                                                   | Votes                                                      | %                                                          |
|                                                            | Démocrate                                                  | Earl Blumenauer (sortant)                                  | 212 119                                                    | 69,9                                                       |
|                                                            | Républicain                                                | Joanna Harbour                                             | 79 766                                                     | 26,3                                                       |
|                                                            | Pacific Green (en)                                         | David Delk                                                 | 10 982                                                     | 3,6                                                        |
|                                                            | Write-In                                                   | Write-In                                                   | 467                                                        | 0,2                                                        |
| Total des votes                                            | Total des votes                                            | Total des votes                                            | 303 334                                                    | 100%                                                       |
|                                                            | Les Démocrates conservent                                  |                                                            |                                                            |                                                            |

### 2024
| Primaire Républicaine de 2024 du 3e district congressionnel de l'Oregon | Primaire Républicaine de 2024 du 3e district congressionnel de l'Oregon | Primaire Républicaine de 2024 du 3e district congressionnel de l'Oregon | Primaire Républicaine de 2024 du 3e district congressionnel de l'Oregon | Primaire Républicaine de 2024 du 3e district congressionnel de l'Oregon |
| ----------------------------------------------------------------------- | ----------------------------------------------------------------------- | ----------------------------------------------------------------------- | ----------------------------------------------------------------------- | ----------------------------------------------------------------------- |
| Parti                                                                   | Parti                                                                   | Candidat                                                                | Votes                                                                   | %                                                                       |
|                                                                         | Républicain                                                             | Joanna Harbour                                                          | 13 948                                                                  | 55,0                                                                    |
|                                                                         | Républicain                                                             | Gary Dye                                                                | 6869                                                                    | 27,1                                                                    |
|                                                                         | Républicain                                                             | Teresa Orwig                                                            | 4303                                                                    | 16,9                                                                    |

| Primaire Démocrate de 2024 du 3e district congressionnel de l'Oregon | Primaire Démocrate de 2024 du 3e district congressionnel de l'Oregon | Primaire Démocrate de 2024 du 3e district congressionnel de l'Oregon | Primaire Démocrate de 2024 du 3e district congressionnel de l'Oregon | Primaire Démocrate de 2024 du 3e district congressionnel de l'Oregon |
| -------------------------------------------------------------------- | -------------------------------------------------------------------- | -------------------------------------------------------------------- | -------------------------------------------------------------------- | -------------------------------------------------------------------- |
| Parti                                                                | Parti                                                                | Candidat                                                             | Votes                                                                | %                                                                    |
|                                                                      | Démocrate                                                            | Maxine Dexter                                                        | 47 254                                                               | 47,3                                                                 |
|                                                                      | Démocrate                                                            | Susheela Jayapal                                                     | 32 793                                                               | 32,8                                                                 |
|                                                                      | Démocrate                                                            | Eddy Morales                                                         | 13 391                                                               | 13,4                                                                 |
|                                                                      | Démocrate                                                            | Michael Jonas                                                        | 2359                                                                 | 2,4                                                                  |
|                                                                      | Démocrate                                                            | Nolan Bylenga                                                        | 2138                                                                 | 2,1                                                                  |
|                                                                      | Démocrate                                                            | Rachel Rand                                                          | 856                                                                  | 0,9                                                                  |
|                                                                      | Démocrate                                                            | Ricky Barajas                                                        | 649                                                                  | 0,6                                                                  |

| Élection de 2024 du 3e district congressionnel de l'Oregon | Élection de 2024 du 3e district congressionnel de l'Oregon | Élection de 2024 du 3e district congressionnel de l'Oregon | Élection de 2024 du 3e district congressionnel de l'Oregon | Élection de 2024 du 3e district congressionnel de l'Oregon |
| ---------------------------------------------------------- | ---------------------------------------------------------- | ---------------------------------------------------------- | ---------------------------------------------------------- | ---------------------------------------------------------- |
| Parti                                                      | Parti                                                      | Candidat                                                   | Votes                                                      | %                                                          |
|                                                            | Démocrate                                                  | Maxine Dexter                                              | TBD                                                        | TBD                                                        |
|                                                            | Républicain                                                | Joanna Harbour                                             | TBD                                                        | TBD                                                        |
|                                                            | Independent Oregon (en)                                    | David Walker                                               | TBD                                                        | TBD                                                        |
|                                                            | Pacific Green (en)                                         | Joe Meyer                                                  | TBD                                                        | TBD                                                        |
|                                                            | Constitution                                               | David Frosch                                               | TBD                                                        | TBD                                                        |
|                                                            | Write-In                                                   | Write-In                                                   | TBD                                                        | TBD                                                        |
| Total des votes                                            | Total des votes                                            | Total des votes                                            | TBD                                                        | 100%                                                       |
|                                                            |                                                            |                                                            |                                                            |                                                            |

## Frontières historiques du district
Avant le redécoupage de 2002, l'ensemble du comté de Multnomah était inclus dans le district ; il a perdu le sud-ouest de Portland au profit des 1er et 5e districts, mais il a gagné la majeure partie de sa partie actuelle du comté de Clackamas,.

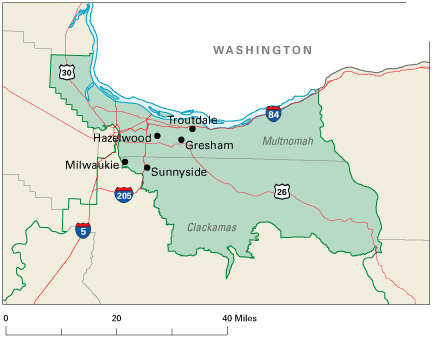
2003 - 2013

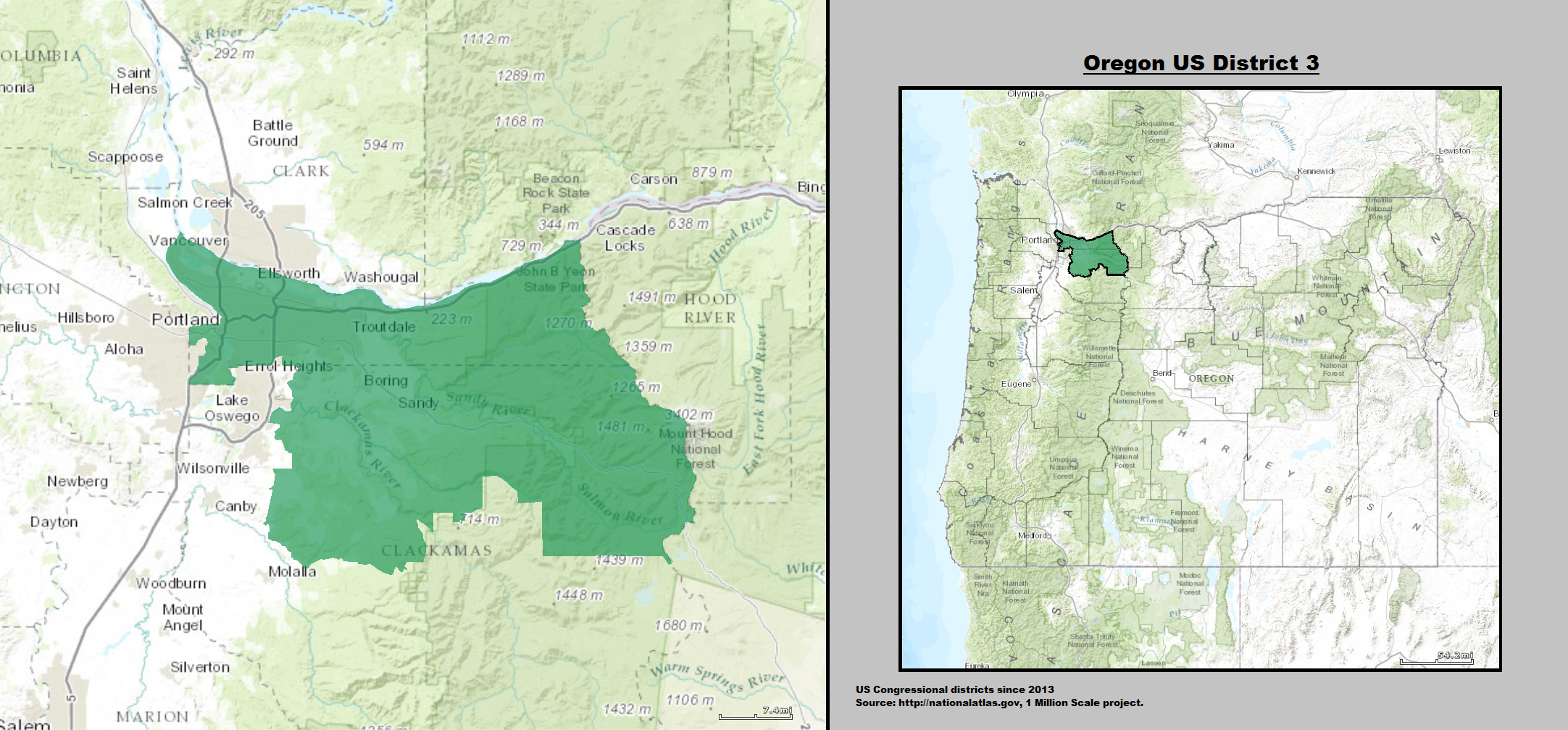
2013 - 2023